# Sympetrum infuscatum
Sympetrum infuscatum is een libellensoort uit de familie van de korenbouten (Libellulidae), onderorde echte libellen (Anisoptera).
De soort staat op de Rode Lijst van de IUCN als niet bedreigd, beoordelingsjaar 2007.
De wetenschappelijke naam Sympetrum infuscatum is voor het eerst geldig gepubliceerd in 1883 door Selys.